# Fraunhofer-Institut für Digitale Medizin MEVIS
Das Fraunhofer-Institut für Digitale Medizin (Fraunhofer MEVIS oder MEVIS) mit Sitz in Bremen ist ein Institut der Fraunhofer-Gesellschaft.
Seine Aktivitäten sind der angewandten Forschung und Entwicklung in der Informatik und den Naturwissenschaften zuzuordnen. Fraunhofer MEVIS beschäftigt sich schwerpunktmäßig mit Medical Image Computing (MIC) und digitaler Medizin für epidemiologisch bedeutsame Erkrankungen. Im Mittelpunkt stehen Krebsleiden sowie Erkrankungen des Herz-Kreislaufsystems, des Gehirns, der Brust, der Leber und der Lunge. Fraunhofer MEVIS entwickelt interaktive Systeme für den Arbeitsalltag im klinischen Umfeld. Im Fokus stehen medizinische Daten, die zur Früherkennung, Diagnose, Therapieplanung, Therapieunterstützung oder Erfolgskontrolle genutzt werden. Das Ziel ist, Krankheiten früher und sicherer zu erkennen, Behandlungen individuell auf den Patienten zuzuschneiden und Therapieerfolge messbar zu machen.

## Geschichte
Das Centrum für Medizinische Diagnosesysteme und Visualisierung GmbH (MeVis), seit 2006 als MeVis Research gGmbH firmierend, wurde im August 1995 als gemeinnützige GmbH gegründet. Gründer war der Mathematiker Heinz-Otto Peitgen. Alleiniger Gesellschafter von MeVis war bis 2008 der Verein zur Förderung der wissenschaftlichen Forschung in der Freien Hansestadt Bremen e. V. 2009 erfolgte die Aufnahme der MeVis Research gGmbH in die Fraunhofer-Gesellschaft. Das Institut trug bis einschließlich 2018 den Namen Fraunhofer-Institut für Bildgestützte Medizin MEVIS. 2010 wurde die Fraunhofer MEVIS Projektgruppe für Bildregistrierung an der Universität zu Lübeck unter Leitung von Bernd Fischer (* 25. August 1957; † 15. Juli 2013) gegründet, die sich mit der Registrierung medizinischer Bilddaten, einer mathematischen Schlüsselkompetenz des Medical Image Computing beschäftigt. Im Februar 2015 beschloss der Wissenschaftsausschuss der Bremischen Bürgerschaft einen Institutsneubau auf dem Gelände der Universität Bremen mit 12 Millionen Euro aus Landes- und EU-Mitteln zu fördern. Weitere 6 Millionen Euro für das Bauprojekt wurden vom Bund bereitgestellt. Im August 2016 verlegte das Institut seinen Hauptsitz nach 21 Jahren von der Universitätsallee 29 an die Adresse Am Fallturm 1, einem Gebäude direkt neben dem Wahrzeichen des Technologiepark Bremen, dem Fallturm Bremen. Wegen der sich im Wege des technischen Fortschritts verändernden Forschungsschwerpunkte trägt das Institut ab dem 1. Januar 2019 den Namen Fraunhofer-Institut für Digitale Medizin MEVIS. Seit dem 7. Mai 2021 ist der Sitz des Institutes in einem Neubau in der Max-von-Laue-Straße 2.

## Gebäude
Das vier- und fünfgeschossige Institutsgebäude MEVIS ("Werkstatt der digitalen Medizin"), mit drei ineinander verwobenen Baukörpern mit geschwungenen organischen Rundungen und einem asymmetrischen Grundriss, wurde nach Plänen von Haslob, Kruse und Partner (Bremen) bis 2021 gebaut. Die Baukörper sind einer Zellstruktur nachempfunden mit Platz für 210 Mitarbeiter und wissenschaftliche Hilfskräfte. Die Baukosten von rund 15 Millionen Euro wurden je zu einem Drittel vom Bund, dem Land Bremen und dem Europäischen Fonds für regionale Entwicklung (EFRE) getragen.

## Ausgründungen
MEVIS hat seit seiner Gründung vier kommerziell tätige Firmen ausgegründet:
- MeVis Technology GmbH (1997)
- MeVis BreastCare GmbH (2001)
- MeVis Diagnostics GmbH (2002)
- MeVis Distant Services (2004)

Diese Firmen wurden 2007 auf die MeVis Technology GmbH verschmolzen. Im selben Jahr erfolgte die Umfirmierung zur MeVis Medical Solutions AG (MMS).

## Kooperationen
Das Institut ist Gründungsmitglied des Fraunhofer-Verbund Gesundheit und Gast im Fraunhofer-Verbund Informations- und Kommunikationstechnik. Im Jahr 2011 wurde die seit längerem bestehende Kooperation zwischen Fraunhofer MEVIS und der Diagnostic Image Analysis Group (DIAG) am Medical Centre der Radboud University Nijmegen in den Niederlanden intensiviert und systematisch ausgebaut.
Darüber hinaus unterhält das Institut ein Netz von weltweit über 100 klinischen Kooperationen.

## Struktur
Es sind rund 120 Mitarbeiter sowie etwa 30 wissenschaftliche Hilfskräfte und Praktikanten beschäftigt. Seit der Aufnahme in die Fraunhofer-Gesellschaft im Jahre 2009 ist der Haushalt des MEVIS von anfangs rund 4,3 Millionen € auf rund 13,2 Millionen € im Jahr 2022 gestiegen. Etwa zwei Drittel der Einnahmen stammen aus Aufträgen der Industrie und aus öffentlich geförderten Forschungsprojekten.
Der Gründer Heinz-Otto Peitgen schied zum 1. Oktober 2012 als Institutsleiter aus und Horst K. Hahn übernahm die kommissarische Leitung bis einschließlich 2013. In der Zeit vom 1. Januar 2014 bis 29. Februar 2020 wurde das Institut gemeinschaftlich von Ron Kikinis und Horst K. Hahn geleitet. Seitdem ist Horst K. Hahn alleiniger geschäftsführender Institutsleiter, unterstützt durch zwei Stellvertreter.